# Брок (Саскачеван)
Брок (англ. Brock) — село в канадській провінції Саскачеван, приблизно за 165 км на південний захід від міста Саскатун. Брок був названий на честь Айзека Брока, героя війни 1812 року.

## Населення

### Чисельність
| 2001 | 2006 | 2011 | 2016 |
| ---- | ---- | ---- | ---- |
| 130  | 115  | 127  | 142  |